# Davis Phinney
Pour les articles homonymes, voir Phinney.
Davis Phinney, né le 10 juillet 1959 à Boulder, dans le Colorado, est un ancien coureur cycliste américain. Professionnel de 1985 à 1993, il a notamment remporté deux étapes du Tour de France.
Il est intronisé au Temple de la renommée du cyclisme américain en 2001. Il est le premier coureur américain à avoir gagné une étape de la Grande Boucle.
La maladie de Parkinson a été diagnostiquée à Davis Phinney à l'âge de 40 ans ; il a créé la fondation Davis Phinney (DPF) à Cincinnati en 2003 pour récolter des fonds pour la recherche dans cette maladie. La fondation est maintenant basée à Denver et est consacrée à améliorer les vies des personnes vivant avec cette maladie.
Marié à Connie Carpenter-Phinney, il est le père de Taylor Phinney.

## Palmarès
- 1980
  - 3e du championnat des États-Unis de cyclo-cross
  - 3e du championnat des États-Unis du critérium
- 1981
  - 6e étape de la Coors Classic
  - 3e du championnat des États-Unis du critérium
- 1982
  - 2e du championnat des États-Unis du critérium
- 1983
  - 2e étape du Circuit des Ardennes
  - 2e, 4e, 5eb et 9e étapes de la Coors Classic
- 1984
  - Athens Twilight Criterium
  - 2e, 4e et 10e étapes du Tour du Texas
  - Tour de Somerville
  - 7e étape du Grand Prix Guillaume Tell
  - 2e du Tour du Texas
  - 3e du Circuit des Ardennes
  -  Médaillé de bronze du contre-la-montre par équipes des Jeux olympiques
  - 5e de la course en ligne des Jeux olympiques
- 1985
  - Tour du Texas :
    - Classement général
    - 2e et 4e étapes

  - 3e, 6e et 14e étapes de la Coors Classic
  - 5e étape du Vulcan Tour
- 1986
  - 3e étape du Tour de France
  - Tour du Texas :
    - Classement général
    - 1re étape

  - Beatrice Classic
  - 1re étape du Pepsi Twilight Weekend
  - Redlands Bicycle Classic :
    - Classement général
    - 1re et 4e étapes

  - Rocky Mountains Classic :
    - Classement général
    - 1re étape

  - 5e étape de la Vuelta de Baja California
  - Vulcan Tour :
    - Classement général
    - 1re, 3e et 4e étapes

  - 4e, 7e et 16e étapes de la Coors Classic
- 1987
  - 12e étape du Tour de France
  - 6e étape du Tour du Texas
  - 13e étape de la Coors Classic
  - 9e de la Coors Classic
- 1988 
  - Tour de Floride :
    - Classement général
    - 4e étape (contre-la-montre par équipes), 5e et 7e étapes

  - Coors Classic :
    - Classement général
    - Prologue, 5e, 7e et 10e étapes

  - 6e et 7e étapes du Tour du Texas
  - 5e étape du Tour de Romandie
- 1989
  - 8e et 9e étapes du Tour de Trump
- 1990
  - 4e étape de la Redlands Classic
  - 3e de Kuurne-Bruxelles-Kuurne
- 1991
  -  Champion des États-Unis sur route
  - Fitchburg Longsjo Classic :
    - Classement général
    - 1re étape

  - 3e et 5e étapes de la Cascade Classic
  - 1 étape de la Natural State Stage Race
  - 1re étape du DuPont Tour
  - 2e du Philadelphia International Championship
  - 3e du championnat des États-Unis du critérium
- 1992
  - 1 étape de la Coors Cascade Classic
  - Celestial Seasonings Classic
  - 1re étape de la Killington Stage Race
  - Sunrise Classic
  - San Rafael Classic
  - 2e de la Killington Stage Race
- 1993
  - Fitchburg Longsjo Classic :
    - Classement général
    - 3e étape

  - 6e étape du Tour de la Willamette
  - 2e étape de la Cascade Classic
  - Grand Prix Movie Superstore
  - Dole Citrus Classic
  - Dole Citrus Sunrise Classic
  - Summit Classic
  - Hotter'n Hell Hundred Road Race

## Résultats sur les grands tours

### Tour de France
4 participations 
- 1986 : abandon (15e étape), vainqueur de la 3e étape
- 1987 : non-partant (17e étape), vainqueur de la 12e étape
- 1988 : 105e
- 1990 : 153e

### Tour d'Italie
3 participations 
- 1985 : 104e
- 1988 : 118e
- 1989 : non-partant (9e étape)